# كلاوديو لومباردي
كلاوديو لومباردي (بالإيطالية: Claudio Lombardi)‏ هو مهندس إيطالي، ولد في 12 مايو 1942 في ألساندريا في إيطاليا.